# 布氏魣
布氏魣（学名：Sphyraena putnamiae）为魣科魣屬的鱼类。分布于印度太平洋、台湾岛等。该物种的模式产地在香港。